# Silvana De Stefano
Silvana De Stefano (Napoli, 25 novembre 1954) è un'architetta, pittrice e scultrice italiana che lavora fra l’Italia e gli Stati Uniti.

## Biografia
Nata a Napoli il 25 novembre 1954, si trasferisce a Roma dove frequenta l'Accademia di Belle Arti. Segue i corsi di scultura di Pericle Fazzini e Greco, i corsi di pittura di Toti Scialoja e si laurea nel 1986 in Architettura presso La Sapienza - Università degli studi di Roma.
Dopo la laurea coadiuva il Corso di Specializzazione per Laureati in Ingegneria Urbanistica ed Architettura presso l'Università degli Studi di Roma
. Nel 1989 vince una borsa di studio del CNR (Consiglio Nazionale per le Ricerche) per l'Università di Berkeley in California. Si stabilisce in California dove studia e si dedica nello stesso tempo alla scultura e alla pittura.
A Berkeley nel 1990, realizza una mostra delle sue opere pittoriche americane e alcune sono rimaste a privati a Los Angeles e San Francisco.
Nel 1991 incontra a New York il famoso gallerista Leo Castelli e nel 1992, si trasferisce a New York, e produce una serie di quadri per il gallerista Leo Castelli che le propone di allestire una personale nella sua galleria di West Broadway. Ma l'artista rientra in Italia e deve rinviare l'esposizione perché nel frattempo si è impegnata, nel 1993 su commissione della Finmeccanica, a realizzare una installazione nella corte interna del palazzo dove ha sede la Società, il Palazzo di Vetro costruito nel '63 a Piazza Monte Grappa su progetto da Giò Ponti a Piazza Monte Grappa.
Movimenti, sarà inaugurata nel 2009, con la presentazione di Achille Bonito Oliva.
Nel corso della lunga realizzazione di quest'opera, che intitola “Movimenti” , la De Stefano è assistita da Leo Castelli, il quale le rende visita a Roma e ne segue l'attività da New York. Per entrambe le installazioni Movimenti e Colonna Sospesa incontra l'artista nella sua galleria Newyorkese di West Broadway per essere aggiornato.
Nel 1997/98, realizza su commissione della Sace la scultura “Colonna Sospesa”, una nuova installazione presso la corte interna della sede, a Piazza Poli a ridosso della Fontana di Trevi.
Colonna Sospesa, sarà inaugurata nel 2002 con la presentazione di Claudio Strinati.
Nel 2001, nel centro storico di Roma, da un vecchio manufatto industriale usato per le installazioni romane, l'artista realizza, con un suo progetto di ristrutturazione totale dell'ambiente, un open space-galleria, di ampio respiro e interior design di alto livello.
Il loft-galleria diventa l'abitazione-studio dell'artista[4], sono state dedicate molte recensioni, tra le quali articoli sulla rivista Mercedes 2004, su AD Architectural Digest Italia e su ADArchitectural Digest Mexico 2009 (oltre l'articolo all'interno è dedicata anche la copertina), su Compasses architecture&design 2008, Shooting Fotografico Faschion Style&Design della Mercedes-Benz 2011,Case a 5 Stelle, 2012, SKY puntata esclusiva su: Le Case di Lorenzo, 2014.
Dal 2010/2016, Il loft-studio dell'artista è scelto come location sia dal cinema per riprese cinematografiche e sia per reti televisive dove sono stati girati diversi film e fiction di successo.
Nel 2002, realizza il Manifesto: Anno delle Nazioni Unite per il Patrimonio Culturale per la Commissione Nazionale Italiana dell'UNESCO.
Nel 2004, presso il Refettorio Quattrocentesco di Palazzo Venezia a Roma espone alcune delle sue opere. La personale, intitolata “Spazio-Luce”, è curata da Claudio Strinati e l'architetto De Stefano progetta e cura anche l'allestimento della mostra.
Nel 2006, in occasione della presentazione della nuova Alfa Romeo Brera, un nuovo modo di pensare l'arte, presso lo Spazio Etoile-Fondazione Memmo, viene esposta la mostra “Personale di Silvana De Stefano” a cura del gallerista Pino Casagrande.
Sempre nel 2006 viene elaborata e discussa una tesi di laurea riguardante l'arte dell'artista dal titolo "Silvana De Stefano. La magia degli Equilibri Sospesi" presso Facoltà di Lettere e Filosofia dell'Università degli studi di Roma La Sapienza con votazione 110/lode .
Nel 2008/2009, si impegna nella progettazione di due interventi artistici per la riqualificazione interna di edifici residenziali nella città di Milano.
Nel 2009, progetta su commissione per l'Expo 2009 per la città di Varsavia.
Nel 2010, realizzazione e collocazione dell'installazione-scultura Elementi a Milano.
Nel 2010-2011, partecipa a Concorsi Internazionali per la realizzazione di Opere d'Arte Contemporanea per i Musei: MACRO e MAXXI.
Nel 2012/2015, sono stati realizzati nello studio-loft, soothing fotografici: Mercedes, Case a 5 Stelle e Sky ha dedicato un'intera puntata del programma: Le case di Leonardo.
Nel 2010- 2015, realizza su commissione: la progettazione e ristrutturazione per diverse residenze private in zone esclusive a Roma.
Nel  2016-2017, realizza per privati: la progettazione di interior design interno e esterno per residenze a Milano, Sabaudia, San Felice Circeo, Fregene.
Nel 2018 presenta l'ideazione e progettazione di due lampade interior design: Alpha light e Lump light (copyright) per la Karboxx.

## Principali progetti e opere
Principali progetti ed opere:
- 1994: Installazione “Movimenti”, Palazzo di Vetro progettato da Giò Ponti, sede della Finmeccanica, Roma.
- 1998: Installazione “Colonna Sospesa”, Palazzo Poli sede della Sace, Roma.
- 2002: Manifesto per la Commissione Nazionale dell'Unesco.
- 2004: Mostra “Spazio-Luce", Palazzo Venezia, Roma.
- 2006: Mostra presso lo “Spazio Etoile”, Palazzo Ruspoli, Roma.
- 2007/2008:Progetti di riqualificazione residenziale, Milano.
- 2009: Intervento progettuale per l'Expo 2009, Varsavia.
- 2009: Workshop sull'innovazione, Bnlparibas, Roma
- 2010: Scultura-installazione Elementi, Milano
- 2010-2015: Progettazione di ristrutturazioni residenziali private a Roma
- 2016-2017: Progettazione di interior design: Milano, Sabaudia, San Felice Circeo, Fregene
- 2018: Progettazione di due lampade: Alpha light  e Lump light (copyright) per la Karboxx
- 2020: Elaborazione progettuale intervento per un Monastero

## Design
L'architetto-scultore ha realizzato progetti di interior design sia in Italia che negli Stati Uniti.
Il loft-studio[4] .dell'artista è stata recensito su:
- Mercedes, 2004 La rivista delle idee in movimento
- Compasses, Dubai, 2008, Rivista Architecture & Design
- AD Architectural Digest, 2009 Edizione Italiana rivista di interior design nata negli USA e diffusa in tutto il mondo
- AD Architectural Digest, 2009 Edizione Internazionale
- Mercedes-Benz, 2011 Fashion Style & Design
- Case a 5 Stelle - 5 Stars Houses, 2012 Edizione Palombi editore
- Le Case di Leonardo, programma Sky, 2014 puntata loft-studio
- Le Colonne di Roma -storie e leggende, 2016 Giovanni Fazzini by Greco&Greco editore